# Роберт Віне
Роберт Віне (нім. Robert Wiene, 24 квітня 1873, Бреслау — 17 липня 1938, Париж) — німецький кінорежисер, один із зачинателів кіноекспресіонізму.

## Біографія
Дата і місце народження Роберта Віне достовірно не встановлені. Ймовірно, він народився в 1873 рік році в Бреслау (сьогодні Вроцлав), а не в 1881 рік році в Дрездені, як це часто вказується. Його батько Карл Віне був відомим саксонським придворним артистом чеського походження. Молодший брат Конрад Віне став театральним актором і кінорежисером.
У 1894 рік році в Берліні Роберт Віне почав вивчати юриспруденцію, а через рік продовжив навчання у Відні. У 1908 і 1909 рік роках був керівником двох невеликих театрів. У 1913 рік році дебютував у кіно як сценарист і режисер. Всесвітню популярність здобув завдяки експресіоністському фільму «Кабінет доктора Калігарі» (Das Cabinet des Dr. Caligari, 1920). Поставив у тому ж стилі «Генуїне» (Genuine, 1921), «Раскольніков» (Raskolnikow, 1923) по Достоєвському і «Ісус Назаретянин, Цар Юдейський» (I.N.R.I.) з Григорієм Хмарою.
У 1934 рік році Роберт Віне емігрував з Німеччини і після коротких зупинок в Будапешті і Лондоні влаштувався в Парижі. Спроба поставити разом з Жаном Кокто звуковий риемейк фільму «Кабінет доктора Калігарі» успіхом не увінчалася.
Роберт Віне помер 17 липня 1938 рік року в Парижі й був похований на кладовищі Баньє в департаменті О-де-Сен.

## Фільмографія
- 1915 — «Бідна Єва», «Гордість фірми», «Вона праворуч, вона — ліворуч», «Законсервована наречена»
- 1916 — «Ширма з лебедем», «Любовний лист королеви», «Чоловік в дзеркалі», «Наречена розбійника», «Секретар королеви»
- 1920 — «Біля воріт життя», «Повернення Одіссея», «Небезпечна гра», «Кабінет доктора Калігарі», «Сатана», «Окружним шляхом до шлюбу», «Кров пращурів», «Три танці Марі Вільфорд», «Генуїна», «Ніч королеви Ізабо», «Помста жінки»
- 1921 — «Пекельна ніч», «Гра з вогнем»
- 1922 — «Саломея», «Трагікомедія»
- 1923 — «Ісус Назаретянин, Цар Юдейський», «Ляльковий майстер з Кіанг-Нінг», «Раскольніков»
- 1925 — «Руки Орлака», «Пансіон Гроонен»
- 1926 — «Гвардійський офіцер», «Королева Мулен-Руж», «Кавалер троянд»
- 1927 — «Знаменита жінка», «Кохана»
- 1928 — «Муки жінки», «Велика мандрівниця», «Чоловіки Леонтіни», «Безчинства кохання»
- 1930 — «Інший»
- 1931 — «Паніка в Чикаго», «Любовний експрес»
- 1934 — «Поліцейські дії», «Ніч у Венеції»
- 1938 — «Ультиматум»